# Drecksau (Roman)
Drecksau (engl. Originaltitel: Filth, wörtlich: „Schmutz“) ist ein Roman des britischen Autors Irvine Welsh. 

## Handlung
Der Roman wird aus der Perspektive des fiktiven Edinburgher Polizisten Bruce Robertson erzählt. Dieser ist korrupt, kokain- und alkoholabhängig, und ein Mensch von miserablem Charakter. Seine Machtposition missbraucht er regelmäßig für sexuelle Gewalttaten und für Intrigen gegen seine Kollegen. Er macht sich unter anderem eines Mordes, der Körperverletzung und Vergewaltigung schuldig, zerstört die Ehe eines Kollegen, belästigt dessen Frau und lässt diesen unter falschen Anschuldigungen verhaften. Viele seiner Taten sollen ihm den Weg zu einer Beförderung ebnen; oft ist seine Aggression aber reiner Selbstzweck.
Trotz seiner Intrigen kommt Robertson seinem Ziel nicht näher – seine Lebenssituation gerät immer mehr aus den Fugen, worauf er auf seine Weise mit neuer Gewalt reagiert. Schließlich wird enthüllt, dass Robertsons Kollegen von dem von ihm begangenen rassistischen Mord wussten und ihn die ganze Zeit deckten; mit seiner Aggression gegen sie bereitete er seinen eigenen Untergang vor. Sogar sein Selbstmord am Ende des Romans ist noch eine Attacke gegen die Außenwelt – es bleibt den Überlebenden, mit den Folgen seiner Taten zu leben.

## Bandwurm
Obwohl der Leser dank der Ich-Perspektive Robertsons schon sehr nah an dessen Innenleben ist, bleibt manches durch Robertsons eingeschränkte Fähigkeit zur Selbstreflexion zunächst unverständlich. Hier bedient sich der Autor eines ungewöhnlichen literarischen Mittels: eingeschoben in die Handlung werden in experimenteller Typographie gestaltete Passagen aus der Perspektive eines Bandwurms, der in Robertsons Verdauungstrakt heranwächst. Anfangs werden bloß dessen Umrisse dargestellt, nach und nach kommen Wörter und Sätze hinzu: der Bandwurm entwickelt ein Bewusstsein und ein mit Robertson verbundenes, aber nicht identisches Ich, das dem seines Wirtes bald deutlich überlegen ist und diesen heftig kritisiert.

## Verfilmung
2013 erfolgte die Verfilmung, s. Drecksau.